# Kingston Canadians
Kingston Canadians byl kanadský juniorský klub ledního hokeje, který sídlil v Kingstonu v provincii Ontario. V letech 1973–1988 působil v juniorské soutěži Ontario Hockey League (dříve Ontario Hockey Association). Zanikl v roce 1988 po přetvoření frančízy v nový tým Kingston Raiders. Své domácí zápasy odehrával v hale Kingston Memorial Centre s kapacitou 3 300 diváků. Klubové barvy byly červená, bílá a modrá.
Nejznámější hráči, kteří prošli týmem, byli např.: Paul Coffey, Bernie Nicholls nebo Alex Forsyth.

## Přehled ligové účasti
Zdroj: 
- 1973–1975: Ontario Hockey Association
- 1975–1980: Ontario Hockey Association (Leydenova divize)
- 1980–1988: Ontario Hockey League (Leydenova divize)